# Stellaria aphananthoidea
Stellaria aphananthoidea är en nejlikväxtart som beskrevs av Muschler. Stellaria aphananthoidea ingår i släktet stjärnblommor, och familjen nejlikväxter. Inga underarter finns listade i Catalogue of Life.